# (99975) 1981 EP6
(99975) 1981 EP6 es un asteroide perteneciente al cinturón de asteroides descubierto por Schelte John Bus el 6 de marzo de 1981 desde el Observatorio de Siding Spring. 

## Designación y nombre
Designado provisionalmente como 1981 EP6.

## Características orbitales
1981 EP6 está situado a una distancia media de 3,176 ua, pudiendo alejarse un máximo de 3,537 ua y acercarse un máximo de 2,815 ua. Tiene una excentricidad de 0,113.

## Características físicas
Este asteroide tiene una magnitud absoluta de 14,5.